# محمد مؤنس زاده
محمد أفندي مؤنس زاده (1830 تقريبا- 1900م) هو شيخ الخطاطين المصريين في القرن التاسع عشر ورائد النهضة الخطية في زمنه، وأستاذ الخط العربي بدار العلوم والأزهر الشريف والعديد من مدارس الخط الأهلية والأميرية. أخذ الخط عن والده إبراهيم أفندى مؤنس، وكان أستاذ كثيرين من أهل مصر، فقد كان يحمل إجازة بسند متصل إلى على بن أبي طالب رضى الله عنه، وقد أجاز العديد من طلابه على هذا السند أشهرهم الأستاذ محمد جعفر بك.

## حياته
لا نعرف تاريخ ميلاده تحديدا، لكنه بالتأكيد في النصف الأول من القرن التاسع عشر. نشأ في أسرة فنية، وتلقى أصول الخط العربي على والده إبراهيم أفندي مؤنس حتى وصل إلى درجة عالية من الإتقان وجودة الخط فأجازه بالسند المتصل ليبدأ من بعدها العمل بتدريس الخط في مصر في العديد من المدارس العريقة، فقد عمل بالتدريس بالمدرسة التوفيقية، ودار العلوم، والأزهر الشريف، وغيرها من المدارس.

## أعماله
له العديد من الكتابات الجميلة من أشهرها كتابته لوحة تجديد مسجد سيدي محمد المجذوب بأسيوط، وتركيبة قبر شفق نور هانم والدة الخديوي توفيق والتي كتبها بالاشتراك مع تلميذه محمد جعفر. بالإضافة إلى العديد من المُرقَّعات الأنيقة والأمشاق المطبوعة.

## مؤلفاته
له عدة أمشاق مطبوعة مثل مشقه الشهير بخطي الثلث والنسخ، كما أنه كتب نسخة من كتاب دلائل الخيرات سنة (1277 هـ/ 1860م)، وكتابه الميزان المألوف في وضع الكلمات والحروف لخطي الثلث والنسخ (1285هـ/ 1868م).

## طلابه
من أشهر طلابه محمد جعفر بك واضح حروف مطبعة بولاق، والشيخ علي بدوي المدرس بالأزهر الشريف ومدرسة تحسين الخطوط الملكية، ومحمد إبراهيم الأفندي (وهو غير الخطاط محمد إبراهيم السكندري)، ومحمد محفوظ مبتكر خط التاج، والشيخ مصطفى الغَر، والشيخ مصطفى الحريري.

## وفاته
توفى على الأغلب في بداية القرن العشرين عام 1900م تقريبا، وكان وقتها هو أشهر خطاط بمصر.